# Новиков Сергій Валентинович
Новіков Сергій Валентинович (біл. Сяргей Валянцінавіч Новікаў; *27 квітня 1979, Чауси, Білорусь) — білоруський біатлоніст, срібний призер Зимових Олімпійських ігор 2010 у Ванкувері.
18 лютого, в індивідуальній гонці на 20 км, він показав однаковий час з Уле-Ейнаром Б'єрндаленом, поступившись лише іншому представнику Норвегії, Емілю Хегле Свендсену 9,5 секундами. Тож, за результатами змагань в даній дисципліні було вручено дві срібні нагороди і жодної бронзової.
У сезоні 2013/2014 вирішив завершити спортивну кар'єру.

## Виступи на міжнародних змаганнях

### Олімпійські ігри
| Змагання      | Спринт | Перес. | Індив. | Мас-старт | Естаф. |
| ------------- | ------ | ------ | ------ | --------- | ------ |
| Турин 2006    | 30     | 30     | 24     |           | 11     |
| Ванкувер 2010 | =40    | 21     | =2     | 20        |        |